# Annan (distrito)

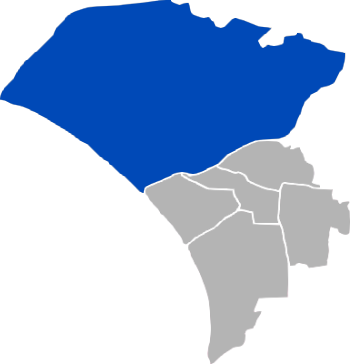
Localização do Distrito de Annan

Annan (chinês tradicional: 安南區; pinyin: Ānnán Qū; Wade-Giles: An¹-Nan² Ch'ü¹; Pe̍h-ōe-jī: An-Lâm-Khu) é um distrito localizado no norte da cidade de Tainan em Taiwan. É o maior distrito da cidade de Tainan. 
- Área: 107.20 km²
- População: 166,867 pessoas (2003)